# 逆恨み
逆恨み（さかうらみ）とは、憎悪の形態の1つであり、甲が乙を恨むのが相応しい状況において乙が甲を恨んだり、甲から乙への好意を乙が悪意として曲解して甲を恨んだり、その他筋違いな思い込みによって他人を恨むことを指す言葉である。天童女子高校生刺殺事件、熊本母娘殺害事件、JT女性社員逆恨み殺人事件、中央大学教授刺殺事件、甲府市殺人放火事件などなど、逆恨みによる刑事事件も発生している。

## 下種の逆恨み
下賤の者は他人の好意ある忠告に対して感謝するどころか、逆に恨みを抱くことが多いことを指して「下種の逆恨み」という表現もある。